# 長水黄氏
長水黄氏（チャンスファンし、장수황씨）は、朝鮮の氏族の一つ。本貫は全羅北道長水郡である。2015年の調査では170,988人である。
朝鮮の黄氏は、中国後漢の重臣だった黄洛にはじまる。黄洛は、後漢光武帝の時の28年に使臣としてベトナムに赴く途中に海上で遭難し、新羅に漂着・帰化した。黄洛の子孫の黄瓊は、長水君に封ぜられ、長水黄氏の始祖となる。
平海黄氏、昌原黄氏、慶州黄氏、管城黄氏、徳山黄氏、尚州黄氏、星州黄氏、紆州黄氏、斉安黄氏、杭州黄氏、黄州黄氏、懐徳黄氏と共に中央黄氏宗親会をなしている。

## 人口分布
2015年統計によると、多くの自治体の総人口に占める比例が1%未満であるが、全羅道周辺に総人口に占める比例が高い。全国で総人口に占める比例が最も高い地域は全羅南道莞島郡（665人、総人口の1.49%）である。